# Ефект Гантмахера
Ефект Гантмахера, або радіочастотний розмірний ефект — різке зростання інтенсивності електромагнітного випромінювання, що проходить через тонку металеву пластину, вміщену в постійне магнітне поле H, паралельне поверхні пластини. Являє собою аномальну залежність поверхневого імпедансу металевих пластин від величини постійного магнітного поля. Ефект був відкритий радянським і російським фізиком Всеволодом Гантмахером в 1962 році в радіочастотному діапазоні (від 10 6 до 10 8 Гц). Хвилі, що проникають в метали у вигляді специфічної спіральної хвилі, отримали назву хвиль Гантмахера-Канера.

## Сутність ефекту

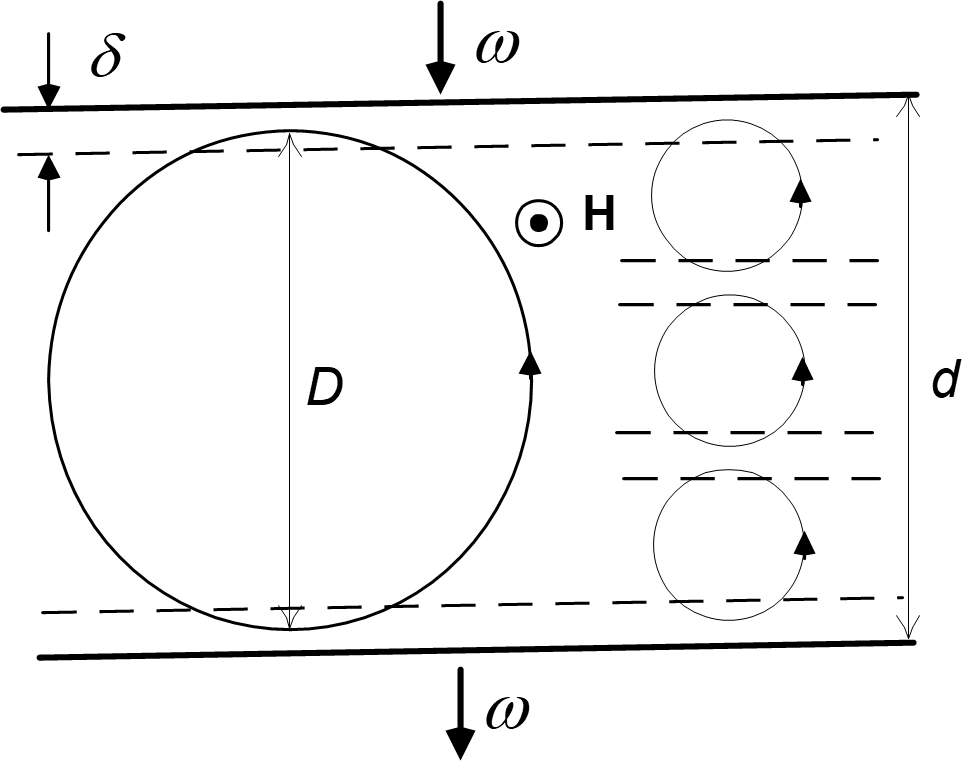
Ефект Гантмахера

Ефект Гантмахера проявляється в умовах аномального скін-ефекту, коли товщина пластини d істотно більше глибини скін-шару δ, але менше довжини вільного пробігу електронів провідності l пр або порівнянна з цією довжиною.
Експериментальне спостереження та теоретичне пояснення ефекту виникнення сплесків електромагнітного поля в металі  в умовах аномального скін-еффекту в магнітному полі, що паралельно поверхні взірця, було зареєстровано, як відкриття СРСР "Электромагнитные всплески в проводящей среде", диплом No 80,  пріоритет відкриття: 24 жовтня 1962 р. (автори М. Я. Азбель, В. Ф. Гантмахер, Е. А. Канер).
Для спостереження ефекту металеву пластину поміщають в електромагнітне поле частоти радіодіапазону і реєструють залежність потужності, що поглинається в зразку, пропорційної дійсної частини R (H) поверхневого імпедансу пластини R (H) + iX (H), або ж залежність глибини проникнення електромагнітного поля, пропорційної уявної частини імпедансу X (H), від величини постійного зовнішнього магнітного поля H. Використовується реєстрація похідних dR / dH для збільшення чутливості .
Електрони рухаються всередині пластини по замкнутих орбітах, діаметр яких D тим більше чим більше швидкість електронів і менше напруженість магнітного поля. Коли товщина пластини зрівняється з діаметром D, електрони формують сплеск струму на задній поверхні пластини, що призводить до генерації з неї електромагнітного випромінювання і до різкого зростання проходження електромагнітного випромінювання через пластину.

## Практичне застосування
Ефект дозволяє експериментальним шляхом знайти форму Фермі-поверхні та досліджувати процеси розсіювання електронів в металах. Зокрема, з його допомогою були визначені залежність частоти електрон-фононного розсіювання від положення на поверхні Фермі (мідь, срібло) і перетин розсіювання електронів на дислокаціях (мідь), а також ймовірність електрон-електронного розсіювання (молібден, вольфрам).